# Zvonimir Serdarušić
Zvonimir „Noka” Serdarušić (Mostar, 2. rujna 1950.), hrvatski rukometni je trener i bivši rukometaš.
Počeo je rukometnu karijeru u Veležu iz Mostara, nastavio u Bosni iz Sarajeva, a najviše i najbolje je igrao u bjelovarskom Partizanu, s kojim je 5 puta bio prvak države. Igrao je i u njemačkom Kielu godinu dana, te tri godine u Berlinu. Bio je reprezentativac Jugoslavije 72 puta, jednom i član selekcije svijeta. Osvojio je brončanu medalju na Svjetskom prvenstvu 1974.
Kao rukometni trener započeo je u Veležu, nastavio u Mehanici iz Metkovića. Zatim je bio godinu dana u njemačkom Schwartau, tri godine u Flensburgu, a od 1993., na dalje u Kielu. Zajedno s Uweom Schwenkerom, podigao je rukometni klub Kiel na vrhunsku razinu. Osvojio je s Kielom: 10 naslova prvaka Njemačke, 4 Kupa Njemačke, Ligu prvaka, 3 Kupa EHF, 3 Superkupa, a 3 puta je bio trener godine.

## Igračka karijera
- ?–1970. Velež Mostar
- 1970. – 1973. Bosna Sarajewo
- 1973. – 1980. Partizan Bjelovar
- 1980. – 1981. THW Kiel
- 1981. – 1984. Reinickendorfer Füchse

## Trenerska karijera
- 1984. – 1986. Velež Mostar
- 1986. – 1989. Mehanika Metković
- 1989. – 1990. VfL Bad Schwartau
- 1990. – 1993. SG Flensburg-Handewitt
- 1993. – 2008. THW Kiel
- 2009. – 2010. Slovenska rukometna reprezentacija
- 2010. – 2010. RK Celje
- 2014. – 2015. Pays d’Aix UC
- 2015.-           Paris Handball